# Литвиненко, Леонид Дмитриевич
Леони́д Дми́триевич Литвине́нко (род. 28 января 1949, Смела, Киевская область) — советский легкоатлет (десятиборье), серебряный призёр Олимпийских игр.

## Биография

### Спортсмен
На Олимпиаде в Мюнхене в 1972 году Леонид Литвиненко завоевал серебряную медаль в десятиборье с результатом 8035 очков. На следующих Олимпийских играх 1976 в Монреале занял 7 место.
Чемпион СССР 1970, 1971 годов в десятиборье.

### После спорта
В 1980 году на церемонии встречи олимпийского огня на Крещатике принимал эстафету у олимпийского чемпиона-гребца Юрия Стеценко и бежал с факелом от площади Октябрьской революции до стадиона «Динамо». Он же зажигал огонь на Республиканском стадионе, где состоялось открытие Олимпийского турнира в Киеве.
В 2000-е работал заместителем начальника управления спорта Министерства обороны Украины.